# Palm Beach Shores
Palm Beach Shores város az USA Florida államában, Palm Beach megyében. Lakosainak száma 1330 fő (2020. április 1.).

## Népesség
A település népességének változása:

| 2010 | 1 142 |
| 2020 | 1 330 |